# Sechelloscia angustissima
Sechelloscia angustissima är en kräftdjursart som först beskrevs av Gustav Budde-Lund1913.  Sechelloscia angustissima ingår i släktet Sechelloscia och familjen Philosciidae. Inga underarter finns listade i Catalogue of Life.